# Георгије Поповић (иконописац)
Георгије Поповић (1784—1847) био је иконописац из Великог Бечкерека

## Биографија
Припада сликарској "династији" Поповић из Великог Бечкерека. Син је молера Теодора и брат академског сликара Јефтимија.
Учио се у сликарској радионици свог оца у Великом Бечкереку, а и код много познатијег презимењака, суграђанина Димитрија Поповића. Претпоставља се да је 1804. године уписао бечку Уметничку академију. Припада уметничкој епохи барока.
Прво је 1808. године урадио иконостас у православном храму у Банатској Кањижи (данас Нови Кнежевац). Осликао је потом (наставио рад Димитрија Поповића), градску Успенску цркву у родном граду, 1815. године.
Био је 1810. године претплатник једне књиге у Бечкереку, као живописац заједно са Марком Константиновићем билдхауером (вајаром).

## Дело
- Чента, иконостас у цркви, 1810-1811. године
- Нови Кнежевац, иконостас
- Баранда, 1814.
- Ада, 1820.
- Нештин, 1824.
- Беодра, иконостас
- Велики Бечкерек, иконостас Успенске цркве 1815. године